# アリ・プライス
アリ・プライス（Ali Price、1993年5月12日 - ）は、ユナイテッド・ラグビー・チャンピオンシップ、エディンバラ・ラグビーに所属するラグビーユニオン選手。

## プロフィール
- イングランド・キングズ・リン出身。
- ポジションはスクラムハーフ(SH)。
- 身長 178cm、体重 88kg
- U20スコットランド代表に選ばれた[1]。
- スコットランド代表キャップは42（2021年4月現在）でラグビーワールドカップ2019のスコットランド代表に選ばれた[2]。
- ブリティッシュ・アンド・アイリッシュ・ライオンズに選ばれたことがある[3]。

## 略歴
ベッドフォード・ブルーズを経て、2013年、グラスゴー・ウォリアーズに加入。 